# Garantie mutuelle des fonctionnaires
Pour les articles homonymes, voir GMF.
La Garantie mutuelle des fonctionnaires, connue du grand public sous le sigle GMF, est une entreprise française du secteur de l'assurance, plus exactement une mutuelle sans intermédiaire. Fondée en 1934 comme compagnie d'assurance automobile pour les fonctionnaires, elle a élargi sa clientèle et ses produits à partir des années 1970 : assurance-vie, assurance habitation, assurance santé ou encore protection juridique. GMF est l'une des trois marques constituantes de Covéa (depuis 2005).

## Historique

### Débuts et croissance (1934-1974)
Des militants syndicalistes, pour la plupart des fonctionnaires membres de la Confédération générale du travail (CGT), créent en 1934 la Garantie mutuelle des fonctionnaires et employés de l'État et des services publics, société coopérative d'assurances mutuelles contre les accidents. Le premier président de GMF est Louis Moncond'huy, directeur d'école à Villers-Cotterêts. « La GMF prend dès ses origines la forme d'une société d'assurance mutuelle ». Au départ, les cotisations sont fixes, quels que soient les résultats dans l'année. À l'inverse, la MAIF (mutuelle des instituteurs) fonctionne avec un système de cotisations variables. La plupart des produits financiers achetés par la mutuelle sont des obligations, dans une logique de gestion prudente et à long terme.
GMF essuie en 1964 un refus à sa demande d'adhésion à la Fédération française des sociétés d'assurances (FFSA). Avec quatre autres mutuelles dans le même cas (Mutuelle d'assurance des artisans de France (MAAF), MAIF, Macif et Matmut), elle crée alors le Groupement des entreprises mutuelles d'assurance (GSACM). En 1967, GMF franchit le cap du million de sociétaires. Elle constitue l'année d'après un fonds d'entraide qui peut intervenir à la suite d'un événement non assurable ou à caractère social.

### Réorganisation et diversification (années 1970)
L'assurance automobile représente jusqu'aux années 1970 l'essentiel de l'activité de la mutuelle. GMF assure environ 10% du parc automobile français en 1974. À cette date, elle compte 1 600 000 adhérents et 3 milliards de francs d'actifs. Jean-Michel Blanquer estime qu'en 1974, GMF traverse une crise de croissance à cause de sa mauvaise gestion, peu adaptée au grand nombre d'assurés. Cette même année, Michel Baroin devient président de GMF. Il fonde l'Association nationale des sociétaires de GMF (ANS GMF)), qui joue un rôle de médiatrice entre les sociétaires et la mutuelle. Cela permet de « prévenir les éventuels mécontentements et canaliser les votes » lors des assemblées générales, et donne ainsi à Michel Baroin les moyens de mettre en œuvre sa nouvelle politique pour la mutuelle.
L'organisation interne de la mutuelle est transformée, en particulier le centre administratif de GMF situé à Saran (Loiret), créé en 1970. Les dossiers des sociétaires y sont centralisés et traités par ordinateur, mais la productivité est faible et le climat social tendu. Le beau-frère de Michel Baroin, Roger Pauli, procède à la réorganisation des services selon une division horizontale du travail. « cela conduit très rapidement à une responsabilisation, un enrichissement des tâches et donc à une plus grande efficacité ». Michel Baroin recrute également de jeunes étudiants issus de Sciences Po, qui deviennent ses proches collaborateurs dans les instances dirigeantes. D'après Jean-Michel Blanquer, les mesures de réorganisation portent leurs fruits à partir de 1975 : les réclamations et les problèmes informatiques diminuent fortement. Dans les années suivantes, la gestion du personnel est réformée avec l'introduction de la direction participative par objectif (les objectifs annuels sont définis par les managers avec le personnel) ; l'entretien annuel pour chaque employé est instauré
En 1975 et 1976, GMF implante des bureaux dans plusieurs villes françaises (Annecy, Bourges, Lyon, Troyes, Niort) afin de mailler le territoire et chercher de nouveaux clients. Le développement de la mutuelle se fait dans un contexte économique difficile après le choc pétrolier de 1973 et la récession économique.
En 1979, GMF crée son premier contrat d'assurance-vie, nommé GMF Vie, qui rencontre un succès auprès des sociétaires. Souhaitant se rapprocher des acteurs de l'économie sociale, GMF acquiert la société d'assurances la Sauvegarde et entre au capital de la banque centrale des coopératives, qui devient la BCCM (banque centrale des coopératives et des mutuelles). La conjoncture économique est mauvaise et les compte de la mutuelle arrivent difficilement à l'équilibre. À ce moment-là, GMF est à égalité avec la MAAF.
Elle crée en 1984 une filiale d'assistance l'Assistance multiservices internationale (AMI).
En juillet 1985, GMF acquiert la FNAC. En 1986, GMF signe un partenariat avec la Fédération française de rugby et avec la Fédération française de ski. En 1987, l’entreprise crée deux sociétés de réassurance, la « GMF Protection Juridique » et la « GMF Re ». 
Le GSACM, syndicat professionnel de GMF, devient en 1989 le GEMA. En 1991, GMF lance son premier contrat de prévoyance Sérénitude. 

### Crise et mutations (années 1990-2010)
Elle traverse en 1993 une période très critique, enregistrant 1,5 milliard de francs de pertes historiques au titre de 1992. GMF cède la FNAC à Altus et la Compagnie générale des eaux. L'entreprise se rapproche ensuite du groupe Azur, ce qui aboutit à la naissance du groupe « Azur-GMF, mutuelles d’assurances associées ».
En septembre 1994, menacée d'exclusion par les autres mutuelles depuis son rapprochement avec Azur, GMF quitte le Groupement des entreprises mutuelles d'assurance (GEMA). Elle adhère en juin 1995 à la Fédération française des sociétés d'assurances (FFSA), qui adapte ses statuts pour elle et pour Groupama.
En 1999, GMF noue un partenariat avec Ethias, première mutuelle belge, dans Les Assurances mutuelles d'Europe, pôle mutualiste européen. Ils lancent alors leur premier contrat multisupport, Multéo. Un an plus tard, le groupe crée la prestation « accompagnement psychologique » et des Services Patrimoniaux avec la mise en place d'une équipe de conseillers spécialisés.
En 2002, la fusion de sa société d'assistance AMI et de Fidelia Assistance (filiale groupe Azur) constitue une seule entité : Fidelia Assistance. En 2003, Thierry Derez, avocat, devient président de GMF. En novembre 2005, le groupe se rapproche de MAAF-MMA et adhère à Covéa, une société de groupe d'assurance mutuelle. Le président de GMF, Thierry Derez, devient alors également président de la MAAF. GMF rejoint de nouveau le GEMA, tout en restant adhérente à la FFSA.

Ancien logo GMF de 1991 à 2006

En 2006, GMF et AZUR se séparent. Un an plus tard,
MAAF, MMA (qui fusionne avec Azur Assurances) et GMF se réunissent sous la bannière Covéa et ont alors toutes le même PDG. Deux ans plus tard, la filiale d'assistance de GMF, Fidelia, crée la coentreprise Astrum Assistance Alliance, pool d'assistance européen réunissant quatre autres opérateurs. En juillet 2010, GMF effectue une dotation à hauteur de 908 000 € dans le fonds de dotation Thôt, créé par Jean-Claude Seys, qui les investit dans les Presses universitaires de France. Un an plus tard, l'institution de prévoyance Apgis rejoint le groupe Covéa, qui annonce en septembre la création d'une nouvelle direction, nommée Covéa Santé & Prévoyance, pour réunir sous une même autorité les directions santé-prévoyance des mutuelles MAAF, MMA et GMF.
En décembre 2011, GMF lance le contrat d'assurance emprunteur « Prêtiléa ». En octobre 2018, GMF lance son contrat "atout prev" qui couvre la perte de salaire en cas d'arrêt de travail.

## Chiffres clés
En France, au 31 décembre 2019 :
- 3 600 000 de clients et sociétaires
- Montant des actifs gérés : 29 milliards d'euros

## Mutuelles partenaires GMF
- Crédit coopératif
- La Mutuelle générale
- Unéo

## Syndicat professionnel
GMF avait la particularité d'être à la fois adhérente à la Fédération française des sociétés d'assurances (FFSA) et au Groupement des entreprises mutuelles d'assurance (GEMA), son syndicat professionnel d'origine, qu'elle a quitté en 1995 pour y revenir dix ans plus tard, à l'occasion de son rapprochement avec la SGAM COVEA.
Cette double adhésion, voulue par la présidence de l'époque de GMF, affichait comme objectif de faciliter les rapprochements avec l'Association française de l’assurance, une création commune des deux syndicats. Il est à noter que les deux autres enseignes de Covéa, MMA et MAAF, sont respectivement adhérentes à la FFSA pour la première et au GEMA pour la seconde.
Depuis 2016, la FFSA (Fédération française des sociétés d'assurances) et le GEMA (Groupement des entreprises mutuelles d'assurance) ont fusionné au sein de la Fédération française de l'assurance.
GMF est également adhérente à l'Amice (Association des assureurs mutuels et des coopératives d’assurance en Europe), l'instance représentative née en 2008 de la fusion de l’AISAM & l’ACME.